# Церовица (Шмартно при Литији)
Церовица (словен. Cerovica) је насељено место у општини Шмартно при Литији, Средњесловенска регија, Словенија.

## Историја
До територијалне реорганизације у Словенији била је у саставу старе општине Литија.

## Становништво
У попису становништва из 2011. године, Церовица је имала 168 становника.
| Број становника према пописима | Број становника према пописима | Број становника према пописима |
| ------------------------------ | ------------------------------ | ------------------------------ |
| 1991                           | 2002                           | 2011                           |
| 119                            | 140                            | 168                            |

Напомена: Године 2017. извршена је мала размена територија између насеља Либерга и Церовица. Године 2018. извршена је мала размена територија између насеља Церовица (Шмартно при Литији) и Љубеж в Лазих и Нова Гора (Литија, Засавска регија).